# 橿原郵便局
橿原郵便局（かしはらゆうびんきょく）は、奈良県橿原市にある郵便局。民営化前の分類では集配普通郵便局であった。

## 概要
住所：〒634-8799 奈良県橿原市八木町1-9-20

## 沿革
- 1872年2月3日（明治4年12月25日） - 八木（やぎ）郵便取扱所として開設[1]。
- 1873年（明治6年） - 八木郵便役所となる[1]。
- 1875年（明治8年）1月1日 - 八木郵便局（五等）となる[1]。
- 1878年（明治11年） - 為替・貯金取扱を開始[1]。
- 1894年（明治27年）3月25日 - 八木郵便電信局（三等）となる[1][2]。
- 1903年（明治36年）4月1日 - 通信官署官制の施行に伴い八木郵便局（三等）となる[1][3]。
- 1939年（昭和14年）8月21日 - 橿原郵便局に改称[4]。
- 1939年（昭和14年）10月11日 - 等級を三等から二等に改定[5]。
- 1956年（昭和31年）12月1日 - 電話通話および和文電報受付事務の取扱を開始[6]。
- 1980年（昭和55年）7月 - 局舎新築。
- 1992年（平成4年）8月3日 - 外国通貨の両替および旅行小切手の売買に関する業務取扱を開始。
- 2007年（平成19年）10月1日 - 民営化に伴い、併設された郵便事業橿原支店に一部業務を移管。
- 2012年（平成24年）10月1日 - 日本郵便株式会社の発足に伴い、郵便事業橿原支店を橿原郵便局に統合。
- 2022年（令和4年）4月1日-かんぽサービス部を設置。

## 取扱内容
- 郵便、印紙、ゆうパック、内容証明
- 貯金、為替、振替、振込、国際送金、外貨両替・トラベラーズチェック、国債、投資信託
- 生命保険、バイク自賠責保険、自動車保険、変額年金保険
- ゆうちょ銀行ATM
- 「634-00xx」「634-08xx」区域（橿原市の全域）の集配業務
- ゆうゆう窓口

## 風景印
- 図案は藤原京址とその石碑・大和三山。局名表記は「橿原」
- 使用開始日は1988年（昭和35年）3月23日

## 周辺
- 橿原市役所（橿原市庁）
- 奈良県立医科大学・附属病院
- 奈良県立畝傍高等学校
- 飛鳥川

## アクセス
- 近鉄橿原線 八木西口駅から東へ200m（徒歩約3分）
- 近鉄大阪線・橿原線 大和八木駅から南へ500m（徒歩約7分）
- JR桜井線 畝傍駅から西へ300m（徒歩約4分）
- 奈良交通バス、橿原市コミュニティバス 橿原市役所前停留所下車
- 京奈和自動車道（大和御所道路） 橿原北ICから南東へ約3.5km、大和高田バイパス 四条ランプから北へ約800m
- 国道24号・国道165号沿い（橿原郵便局前交差点）
- 駐車場あり：6台